# シネマ (バンド)
シネマ（Cinema）は、1982年1月に元イエスのメンバーであるアラン・ホワイトとクリス・スクワイアがギタリストのトレヴァー・ラビンと共に始めた短命のプログレッシブ・ロック・バンドであった。前年、スクワイアとホワイトは元レッド・ツェッペリンのギタリスト、ジミー・ペイジと実現しなかったバンド「XYZ」を結成していた。シネマは、1983年にデビュー・アルバムをリリースする計画を立てており、そのほとんどがラビンによって書かれた数多くの楽曲に取り組んでいた。
その後、これらのミュージシャンに、キーボード奏者のトニー・ケイ、そして最終的にはジョン・アンダーソンが加わった。どちらも当時、解散していたイエスの創設メンバーである。彼らはアルバム『ロンリー・ハート』のレコーディングを開始したが、その直後にバンドは「シネマ」の名前を取り止め「イエス」として継続することにした。
シネマ・セッションから制作されたデモには、ラビンによるリード・ボーカルを使用した「Make It Easy」と「It's Over」、およびボーカルにスクワイアをフィーチャーした「It Can Happen」の初期バージョンが含まれていた。これらの楽曲は1991年の『イエスイヤーズ』ボックスセットのコンピレーションに登場し、後にライノ・レコードによって2004年にリリースされたアルバム『ロンリー・ハート』リマスター・バージョンのボーナストラックとして収録された。シネマが手がけた未発表曲には、20分に及ぶインストゥルメンタルの「Time」と、「Carry On」がある。
「Time」からのイントロは、道半ばとなったバンドへのトリビュートとして「Cinema」と題されたアルバム『ロンリー・ハート』収録のインストゥルメンタル曲へと帰結した。

## メンバー
- クリス・スクワイア (Chris Squire) - ベース、バック&リード・ボーカル
- アラン・ホワイト (Alan White) - ドラム、パーカッション
- トレヴァー・ラビン (Trevor Rabin) - ギター、キーボード、リード&バック・ボーカル
- トニー・ケイ (Tony Kaye) - ハモンドオルガン、ピアノ